# Artoer Dmitrijev
Artoer Valerjevitsj Dmitrijev (Russisch: Артур Валерьевич Дмитриев) (Bila Tserkva, 21 januari 1968) is een in de Oekraïense sovjetrepubliek geboren Russisch voormalig kunstschaatser. Hij is tweevoudig olympisch kampioen bij de paren: in 1992 won hij goud met Natalja Misjkoetjonok en in 1998 met Oksana Kazakova. Hij nam deel aan drie edities van de Olympische Winterspelen: Albertville 1992, Lillehammer 1994 en Nagano 1998. In 1994 won hij zilver. Misjkoetjonok en Dmitrijev waren ook tweevoudig wereldkampioen.

## Biografie

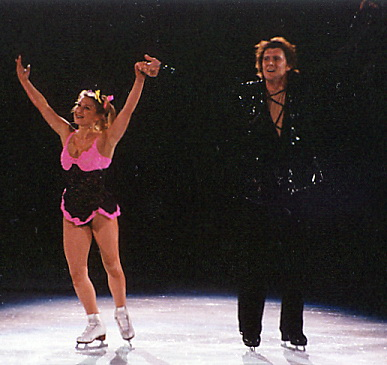
Dmitrijev met zijn schaatspartner Oksana Kazakova (2002)

Dmitrijev groeide op in het Russische Norilsk. In 1975 begon hij met kunstschaatsen, waarna hij later actief werd in het paarrijden. Zijn coach Tamara Moskvina koppelde hem rond 1986 aan zijn schaatspartner Natalja Misjkoetjonok. Misjkoetjonok en Dmitrijev veroverden in 1991 en 1992 goud bij zowel de WK als de EK. Na het uiteenvallen van de Sovjet-Unie namen ze in 1992 met het gezamenlijk team deel aan de Olympische Winterspelen in Albertville. Daar wonnen ze de gouden olympische medaille. Hierna besloten ze één seizoen professioneel te gaan schaatsen, waarna ze onder meer brons bij de WK voor professionals wonnen. Misjkoetjonok en Dmitrijev kozen in 1993 ervoor om hun amateurstatus weer in ere te herstellen. Bij de Olympische Winterspelen in Lillehammer lukte het ze niet om de olympische titel opnieuw te veroveren. Misjkoetjonok beëindigde vervolgens haar carrière.
Sinds 1995 vormde Dmitrijev een paar met Oksana Kazakova. Na goud bij de EK 1996 en brons bij de WK 1997 wonnen de twee goud bij de Olympische Winterspelen in Nagano. Als eerste mannelijke paarrijder won Dmitrijev met twee verschillende partners olympisch goud.
Dmitrijev werd later kunstschaatscoach. Hij is twee keer gehuwd geweest en heeft twee zonen, één met ritmisch gymnaste Tatjana Droetsjinina en één met zijn huidige partner. Zijn oudste zoon Artoer jr. (geboren in 1992) is ook een talentvol kunstschaatser.

## Belangrijke resultaten
1986-1994 met Natalja Misjkoetjonok (tot 1992 voor de Sovjet-Unie uitkomend, daarna voor Rusland)
1995-1998 met Oksana Kazakova (voor Rusland uitkomend)
| Kampioenschap           | 87/88  | 88/89  | 89/90  | 90/91  | 91/92 |  | 93/94  |       | 95/96  | 96/97  | 97/98 |
| ----------------------- | ------ | ------ | ------ | ------ | ----- |  | ------ | ----- | ------ | ------ | ----- |
| Olympische Spelen       |        |        |        |        | Goud  |  | Zilver |       |        | Goud   |       |
| Wereldkampioenschap     |        |        | Brons  | Goud   | Goud  |  |        | 5e    | Brons  | t.z.t. |       |
| Europees kampioenschap  | 4e     | Brons  | Brons  | Goud   | Goud  |  | Brons  | Goud  |        | Zilver |       |
| Grand Prix-finale       |        |        |        |        |       |  |        |       | Zilver | Brons  |       |
| Nationaal kampioenschap | Zilver | Zilver | Zilver | Zilver |       |  | Zilver | Brons | 4e     | Brons  |       |

1908: Anna Hübler / Heinrich Burger ·
1920: Ludovika Jakobsson / Walter Jakobsson ·
1924: Helene Engelmann / Alfred Berger ·
1928: Andrée Joly / Pierre Brunet ·
1932: Andrée Brunet / Pierre Brunet ·
1936: Maxi Herber / Ernst Baier ·
1948: Micheline Lannoy / Pierre Baugniet ·
1952: Ria Baran / Paul Falk ·
1956: Sissy Schwarz / Kurt Oppelt ·
1960: Barbara Wagner / Robert Paul ·
1964: Ljoedmila Belooesova / Oleg Protopopov ·
1968: Ljoedmila Belooesova / Oleg Protopopov ·
1972: Irina Rodnina / Aleksej Oelanov ·
1976: Irina Rodnina / Aleksandr Zajtsev ·
1980: Irina Rodnina / Aleksandr Zajtsev ·
1984: Jelena Valova / Oleg Vasiljev ·
1988: Jekaterina Gordejeva / Sergej Grinkov ·
1992: Natalja Misjkoetjonok / Artoer Dmitrijev ·
1994: Jekaterina Gordejeva / Sergej Grinkov ·
1998: Oksana Kazakova / Artoer Dmitrijev ·
2002: Jelena Berezjnaja / Anton Sicharoelidze en Jamie Salé / David Pelletier ·
2006: Tatjana Totmjanina / Maksim Marinin ·
2010: Shen Xue / Zhao Hongbo ·
2014: Tatjana Volosozjar / Maksim Trankov ·
2018: Aliona Savchenko / Bruno Massot ·
2022: Sui Wenjing / Han Cong